# Brothers in Arms: Double Time
Brothers in Arms: Double Time é um jogo de tiro em primeira pessoa para Wii e Mac OS X. Faz parte de série de jogos Brothers in Arms. Foi desenvolvido pela Gearbox Software e publicado pela Ubisoft.
De acordo com a Nintendo Power, o jogo é uma compilação de dois jogos da série, Brothers in Arms: Road to Hill 30 e Brothers in Arms: Earned in Blood, tendo maior foco na narrativa do que nas interações. Possui 31 níveis se passando durante a Batalha da Normandia.

## Recepção
Brothers in Arms: Double Time Recebeu críticas "geralmente desfavoráveis" de acordo com o agregador de critica Metacritic.

## Ligações Externas
- Site Oficial (em inglês)
- Ficha do jogo no GameStart